# Ефуни, Наум Давидович
Наум Давидович Ефуни, (1 августа 1897, Двинск — 26 ноября 1937, Москва) — советский государственный и партийный деятель, участник Гражданской войны.

## Биография
Родился 1 августа 1897 года в Двинске в мещанской семье еврейского происхождения. Среднее образование получил в городском реальном училище. С 1915 года в Москве, где продолжил своё образование на электромеханическом отделении во 2-м московском техникуме. За участие в революционном движении отчислен со 2 курса. Зарабатывал на жизнь репетиторством. Во время Февральской революции принимал участие в разоружении полиции, тогда же в 1917 году вступил в ВКП(б). Принимал участие в Октябрьском вооружённом восстании в Москве.
Участник Гражданской войны, поступил бойцом в артиллерийский гаубичный дивизион, затем был выдвинут на военно-комиссарские посты:

— комиссар дивизиона,

— комиссар артиллерии 14-й дивизии,
 — военкомбриг, военный комиссар 14-й стрелковой дивизии РККА (24.12.1919 — 28.02.1920),

— военком 16-й кавалерийской дивизии (13.07.1920—13.08.1920),

— военком 2-й Ставропольской кавалерийской дивизии,

— военком 2-й Конной армии (13.08.1920 — 1921).
В 1920 году в боях с войсками Врангеля комиссар Ефуни лично водил бойцов в атаку, был дважды ранен. За боевые подвиги награждён орденом Красного Знамени РСФСР.
«своей самоотверженностью воодушевил бойцов, что привело к поражению врага и занятию нами с. Щербаковка. В этом бою тов. Ефуни был тяжело ранен».

— Из приказа РВСР № 178, 1921 г.
С ноября 1922 года вступил в должность военного комиссара и командующего частями Особого назначения Дагестанской республики. С августа 1923 года занимал должность заместителя Наркомзёма Дагестана, с сентября 1925 года на работе в Грознефти, управляющий новыми промыслами, член ВСНХ СССР. В 1931 году был отозван в Москву в связи с назначением на должность заместителя начальника Главного Управления Нефтяной Промышленности НКТП СССР. В 1931 г. в первом списке удостоенных высшей награды СССР ордена Ленина было названо и имя Наума Давидовича Ефуни (знак ордена № 56).

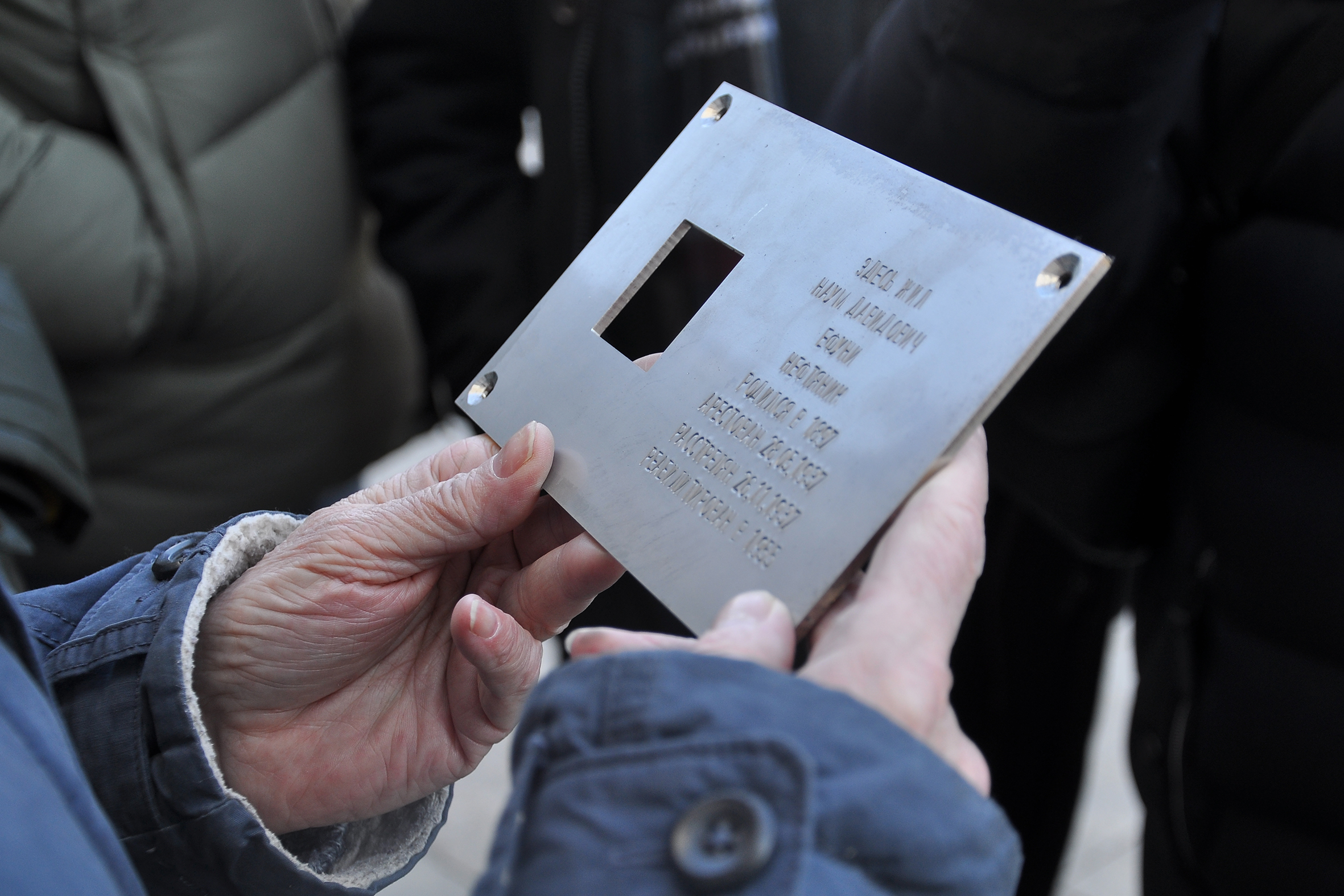
Установка последнего адреса на доме, в котором жил Наум Ефуни

Проживал в городе Москве, на Смоленском бульваре № 17—50. 28 мая 1937 года был арестован по обвинению во вредительстве и участии в антисоветской террористической организации. Расстрелян 26 ноября 1937 года. Место захоронения находится на Донском кладбище. Реабилитирован 29 октября 1955 года ВКВС СССР.

## Интересные факты
Маршал Советского Союза Мерецков К. А. во время Гражданской войны занимал должность помощника начальника штаба 14-й стрелковой дивизии. В его мемуарах имеется упоминание о военном комиссаре бригады Ефуни, который в одном из боёв подхватил выбитого из седла раненного Мерецкова, спася его от преследовававших казаков.

## Семья
Жена — Ефуни, Вера Сергеевна (17.09.1908, Грозный — 22.05.1988, Москва), русская. Осуждена 4 декабря 1937 года ОСО при НКВД СССР. Приговор: 8 лет ИТЛ, в Акмолинское ЛО. Сын — Ефуни, Сергей Наумович. Сын — Ефуни Юрий Наумович, участник Великой Отечественной войны, известный московский гомеопат, с 1962 по 1992 г. работал в больнице им. Боткина врачом отоларингологом. С 1966 г. по 2010г работал в Московской гомеопатической поликлинике.